# Генри Уильямс (Кромвель)
Сэр Генри Уильямс, также известный как сэр Генри Кромвель (англ. Henry Williams (alias Cromwell); 1537 — 6 января 1604) — английский землевладелец, рыцарь графства Хантингдоншир во время правления Елизаветы I. Дед Оливера Кромвеля, будущего лорда-протектора Англии.

## Ранняя жизнь
Сэр Генри Уильямс, он же Кромвель, был валлийцем по происхождению, старшим сыном и наследником сэра Ричарда Уильямса (ок. 1510—1544) и Фрэнсис (ок. 1520 — ок. 1543), дочери Томаса Мерфина. Его дед, Морган ап Уильям, был сыном человека по имени Уильям, и также использовал фамилию Уильямс, но его отец полностью отказался от валлийской системы отчеств и принял фамилию Кромвель, в честь дяди Томаса Кромвеля, 1-го графа Эссекса. Затем семья последовательно использовала и писала свое имя как «Williams, alias Cromwell», вплоть до 17-го века. Он получил образование в университете Куинс-Колледж, Кембридж.

## Карьера

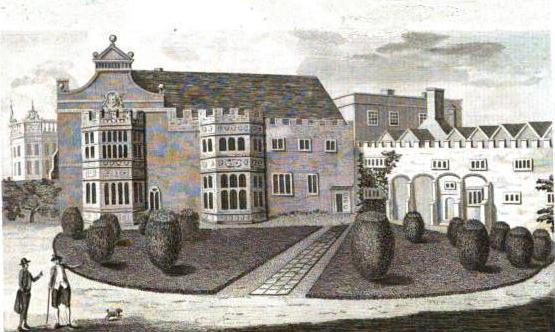
Северный фронт Хинчинбрука (1787 год)

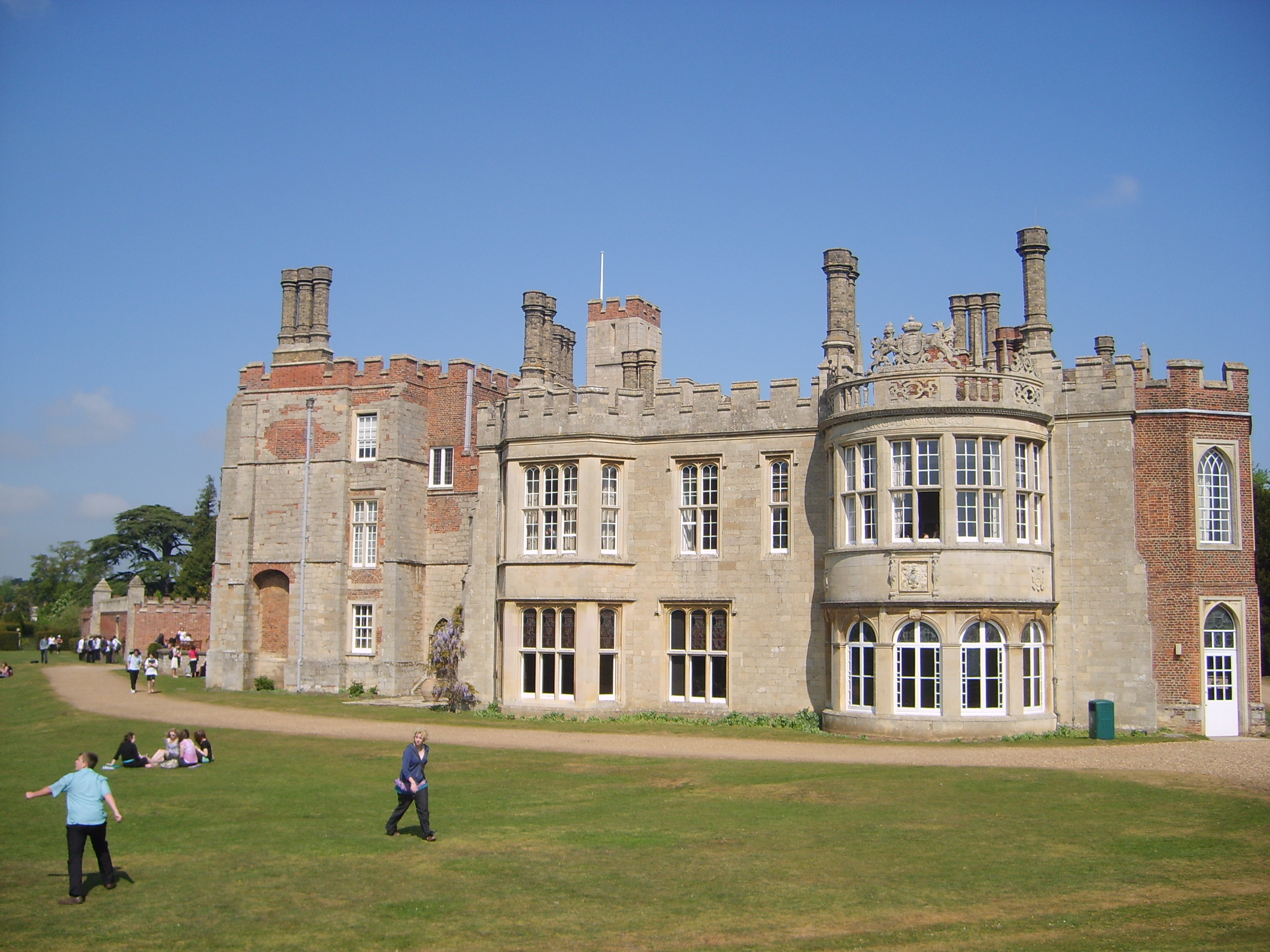
Хинчингбрук-хаус (2007 год)

Он был высоко почитаем королевой Англии Елизаветой I Тюдор, которая посвятила его в рыцари в 1564 году. Он был достаточно важным человеком и имел достаточно большой дом, чтобы королева оказала ему честь, переночевав в его резиденции в Хинчингбрук-хаусе 18 августа 1564 года по возвращении из Кембриджского университета.
Уильямс, он же Кромвель, был членом Палаты общин в 1563 году в качестве одного из рыцарей графства и был четыре раза назначен шерифом Кембриджшира и Хантингдоншира королевой Елизаветой, а именно в 1565, 1571, 1580 и 1592 годах . В 1578 году Елизавета назначила Генри Кромвеля уполномоченным вместе с другими, чтобы расспросить об осушении болот через Парсон Драйв и так до самого моря.
Генри Уильямс (Кромвель) сделал Хантингдоншир своей загородной резиденцией, живя летом в аббатстве Рэмси, а зимой в Хинчингбруке. Он отремонтировал, если не построил, поместье в Рэмси и сделал его одним из своих поместий. Английский биограф Марк Ноубл замечает, что он слышал, будто дом Рэмси был всего лишь сторожкой этого великолепного дома, которую сэр Генри превратил в жилой дом. Сэр Генри также построил Хинчингбрук-хаус, примыкающий к женскому монастырю в Хинчингбруке, и на носовых окнах поместил гербы своей семьи вместе с гербами нескольких других членов семьи, с которыми состоял в союзе.
Марк Ноубл утверждал, что сэра Генри из-за его щедрости прозвали «золотым рыцарем», и сообщал, что в Рэмси говорят, что всякий раз, когда сэр Генри приезжал из Хинчингбрука в это место, он бросал значительные суммы денег бедным горожанам. Этот хороший характер дан ему, «он был достойным джентльменом, как при дворе, так и в стране, и всеми уважаемым»; и которого его заслуги справедливо заслуживали.

## Браки и дети
Сэр Генри Уильямс, он же Кромвель, был дважды женат. Сначала он женился на Джоан (1524—1584), дочери сэра Ральфа Уоррена (1486—1553), дважды лорда-мэра Лондона, от которой у него было шесть сыновей и пять дочерей:
- Сэр Оливер Кромвель (ок. 1562—1655)[9]
- Роберт Кромвель (ок. 1567—1617)[10], женился на Элизабет Стюард (ок. 1560—1654), от которой у него было двое детей:
  - Энн Кромвель[11], вышла замуж за Джона Сьюстера. Их дочерью была Робина Сьюстер, жена сэра Уильяма Локхарта из Ли (Шотландия), который занимал должность посла во Франции
  - Оливер Кромвель (25 апреля 1599 — 3 сентября 1658)[12] , лорд-протектор Англии, Шотландии и Ирландии
- Генри Кромвель[8]
- Ричард Кромвель[8]
- Филипп Кромвель[8]
- Ральф Кромвель[8]
- Джоан Кромвель (? — 1641), вышла замуж за сэра Фрэнсиса Баррингтона, 1-го баронета (1570—1628)[13]
- Элизабет Кромвель (ок. 1562—1664), замужем за Уильямом Гемпденом из Грейт-Гемпдена, графство Бакингемшир, сыном Гриффита Гемпдена и его второй жены, Энн Кейв. У них было двое сыновей, в том числе:
  - Джон Гемпден[14]
- Фрэнсис Кромвель[8]
- Мэри Кромвель, вышла замуж за сэра Уильяма Данча (? — 1610/1611)[15] из Литтл-Виттенэма, графство Беркшир и родила Эдмунда Данча.
- Дороти Кромвель, замужем за Томасом Флемингом (ок. 1572—1624)[7].

Леди Джоан умерла в Хинчинбруке и была похоронена там в церкви Всех Святых в 1584 году.
Генри Кромвель во второй раз женился на Сьюзен Уикс (? — 1592), от которой у него не было потомства. Она была похоронена в церкви Всех святых, Хантингдон, 11 июля 1592 года. Леди Сьюзен умерла от затяжной болезни, которую в ту суеверную эпоху приписывали колдовству. 4 апреля 1593 года суд под председательством судьи Феннера признал Джона Сэмвелла, его жену Элис и дочь Энн виновными в причинении смерти леди Кромвель с помощью колдовства. Через несколько дней они были казнены.

## Смерть
Сэр Генри Кромвель дожил до глубокой старости и умер 6 января 1604 года. Он был похоронен в церкви Всех Святых, Хантингдон, 7 января . Сэр Оливер Кромвель, старший сын, получил большую часть своего состояния, каждому из остальных сыновей были даны поместья примерно годовой стоимостью 300 фунтов стерлингов.